# Benzylmorphine
 (août 2017).
Si vous disposez d'ouvrages ou d'articles de référence ou si vous connaissez des sites web de qualité traitant du thème abordé ici, merci de compléter l'article en donnant les références utiles à sa vérifiabilité et en les liant à la section « Notes et références ».
La benzylmorphine ou péronine, est un opioïde semisynthétique qui a fait son entrée dans le marché en 1896. Elle ressemble à la codéine. En fait, elle a environ 90 % de sa puissance[réf. nécessaire]. En général, elle est utilisée de la même façon que la codéine et l'éthylmorphine, c'est-à-dire principalement en tant qu'antalgique de puissance moyenne, pour la chirurgie des yeux dans des solutions de 1 à 2 % et comme antitussif[réf. nécessaire]. Il s'agit d'une substance contrôlée notamment en Allemagne, au Canada et aux États-Unis. Elle fait également partie des narcotiques contrôlés internationalement selon la Convention unique sur les stupéfiants de 1961 de l'ONU.